# Rayan Djedje
Rayan Djedje (Montpellier, 4 juli 2001) is een Frans voetballer met Ivoriaanse roots die in het seizoen 2021/22 door FC Metz wordt uitgeleend aan RFC Seraing.

## Carrière
Djedje ruilde in 2014 de jeugdopleiding van AS Boulogne-Billancourt voor die van FC Metz. In het seizoen 2019/20 maakte hij voor het eerst zijn opwachting bij het B-elftal van FC Metz, dat dat seizoen kampioen werd in de Championnat National 3. In juni 2021 ondertekende hij zijn eerste profcontract bij Metz.
In februari 2021 werd Djedje tot het einde van het seizoen uitgeleend aan RFC Seraing, de Belgische dochterclub van Metz. Op 17 april 2021 kreeg hij er op de voorlaatste speeldag van de reguliere competitie zijn eerste officiële speelminuten: tegen Lierse Kempenzonen (0-0) liet trainer Emilio Ferrera hem in de basis starten. In de promotiewedstrijden tegen Waasland-Beveren werd hij in de slotfase van de terugwedstrijd ingebracht voor Wagane Faye. Na de promotie naar de Jupiler Pro League werd het huurcontract van Djedje met een jaar verlengd.
1 Galjé ·
2 Sylla ·
4 Tshibuabua ·
6 Cachbach ·
8 Kilota ·
9 Elisor ·
10 Marius ·
11 Abanda ·
12 Bernier ·
14 Guillaume ·
15 Lahssaini ·
16 Martin ·
18 Poaty ·
20 Ba ·
21 Sambu ·
23 Lepoint ·
30 Dietsch ·
34 Trémoulet ·
35 Conceição ·
40 Opare ·
52 Serwy ·
53 D'Onofrio ·
61 Silini ·
67 Renzulli ·
70 Solheid ·
Coach: Jeunechamps